# Pilocrocis albida
Pilocrocis albida är en fjärilsart som beskrevs av Druce 1902. Pilocrocis albida ingår i släktet Pilocrocis och familjen Crambidae. Inga underarter finns listade i Catalogue of Life.